# Los Mazos
Los Mazos är en ort i Mexiko.   Den ligger i kommunen Tuxpan och delstaten Jalisco, i den södra delen av landet, 500 km väster om huvudstaden Mexico City. Los Mazos ligger 1 790 meter över havet och antalet invånare är 190.
Terrängen runt Los Mazos är kuperad österut, men västerut är den bergig. Terrängen runt Los Mazos sluttar österut. Runt Los Mazos är det ganska tätbefolkat, med 78 invånare per kvadratkilometer. Närmaste större samhälle är Ciudad Guzmán, 15,6 km norr om Los Mazos. Omgivningarna runt Los Mazos är en mosaik av jordbruksmark och naturlig växtlighet.